# Benjamin Tallmadge
Benjamin Tallmadge (ur. 25 lutego 1754 w Setauket na Long Island, zm. 7 marca 1835 w Litchfield) – amerykański oficer, szpieg i polityk, twórca pierwszej amerykańskiej szpiegowskiej organizacji Culper Ring, major w Armii Kontynentalnej generała George'a Washingtona. Po wojnie został członkiem Izby Reprezentantów Stanów Zjednoczonych z Partii Federalistycznej.

## Wczesne życie
Był synem Susan Smith i pastora prezbiteriańskiego o tym samym imieniu. W 1773 ukończył Yale, sześć miesięcy przed swoimi rówieśnikami, po czym osiadł w Weathersfield, gdzie mieszkał do wybuchu wojny w 1776. Był najlepszym przyjacielem Nathana Hale'a, pierwszego szpiega amerykańskiego, którego śmierć przyczyniła się do jego późniejszych działań konspiracyjnych. 

## Wojna o niepodległość Stanów Zjednoczonych Ameryki
Do sprawy przyłączył się w 1776, jako adiutant pułkownika Johna Chestera z Weathersfield. Brał udział w Bitwie na Long Island, podczas której stracił starszego brata, w stopniu podpułkownika. Został majorem w 2nd Continental Light Dragoons. Generał Jerzy Washington powołał go na stanowisko szefa wywiadu po zwolnieniu Nathaniela Sacketta. Stworzył sieć szpiegowską Cupel Spy Ring, dzięki której mógł kontrolować sytuację w okupowanym przez Brytyjczyków Nowym Jorku. Głównymi elementami Cupel Ring byli Abraham Woodhull (przyjaciel Benjamina z dzieciństwa) oraz Robert Townsend. Jego wywiad pomógł zdemaskować zdrajcę, Benedicta Arnolda, oficera amerykańskiego, który chciał sprzedać Brytyjczykom West Point, co mogło doprowadzić do przegrania przez Amerykanów wojny.
Tallmadge służył w Armii Kontynentalnej aż do jej rozwiązania w 1783.

## Późniejsze lata
Po wojnie ożenił się z Mary Floyd, z którą miał siedmioro dzieci. Należał do Partii Federalistycznej do marca 1817.